# Азера (Дордонь)
Азера́ или Азрат(фр. Azerat) — коммуна во Франции, находится в регионе Аквитания. Департамент — Дордонь. Входит в состав кантона От-Перигор-Нуар. Округ коммуны — Перигё.
Код INSEE коммуны — 24019.

## География

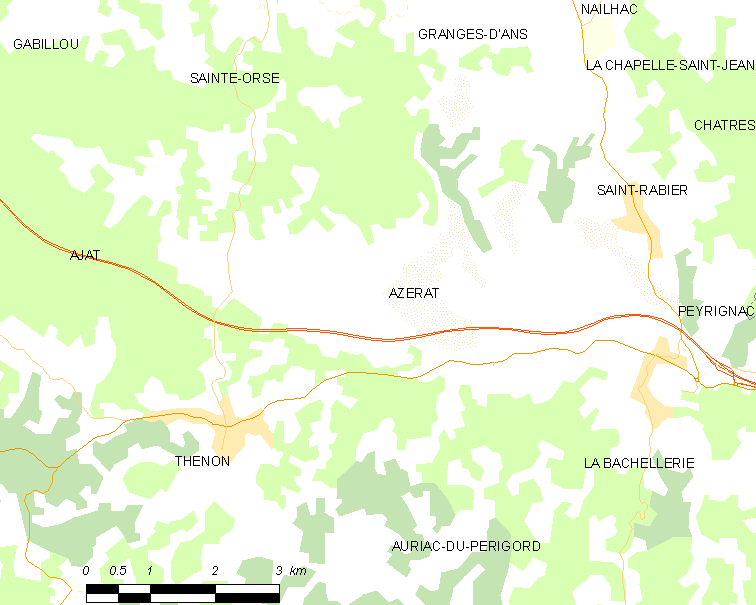
Карта коммуны

Коммуна расположена приблизительно в 430 км к югу от Парижа, в 140 км восточнее Бордо, в 32 км к востоку от Перигё.

### Климат
Климат умеренный океанический со средним уровнем осадков, которые выпадают преимущественно зимой. Лето здесь долгое и тёплое, однако также довольно влажное, здесь не бывает регулярных периодов летней засухи. Средняя температура января — 5 °C, июля — 18 °C. Изредка вследствие стечения неблагоприятных погодных условий может наблюдаться непродолжительная засуха или случаются поздние заморозки. Климат меняется очень часто, как в течение сезона, так и год от года.

## Население
Население коммуны на 2010 год составляло 422 человека.
| 1962 | 1968 | 1975 | 1982 | 1990 | 1999 | 2010 |
| ---- | ---- | ---- | ---- | ---- | ---- | ---- |
| 509  | 495  | 454  | 419  | 407  | 410  | 422  |

## Администрация
| Период | Период | Фамилия        | Партия       | Примечания               |
| ------ | ------ | -------------- | ------------ | ------------------------ |
| 1995   | 2014   | Клод де Флёрьё | беспартийный | пенсионер                |
| 2014   | 2020   | Жозьян Левиски |              | учительница, пенсионерка |

## Экономика
В 2010 году среди 272 человек трудоспособного возраста (15—64 лет) 187 были экономически активными, 85 — неактивными (показатель активности — 68,8 %, в 1999 году было 64,1 %). Из 187 активных жителей работали 170 человек (103 мужчины и 67 женщин), безработных было 17 (5 мужчин и 12 женщин). Среди 85 неактивных 13 человек были учениками или студентами, 34 — пенсионерами, 38 были неактивными по другим причинам.

## Достопримечательности
- Церковь Св. Мартина
- Часовня Богоматери Доброй Надежды (XIII век). Исторический памятник с 1948 года[6]
- Замок Азера

## Фотогалерея

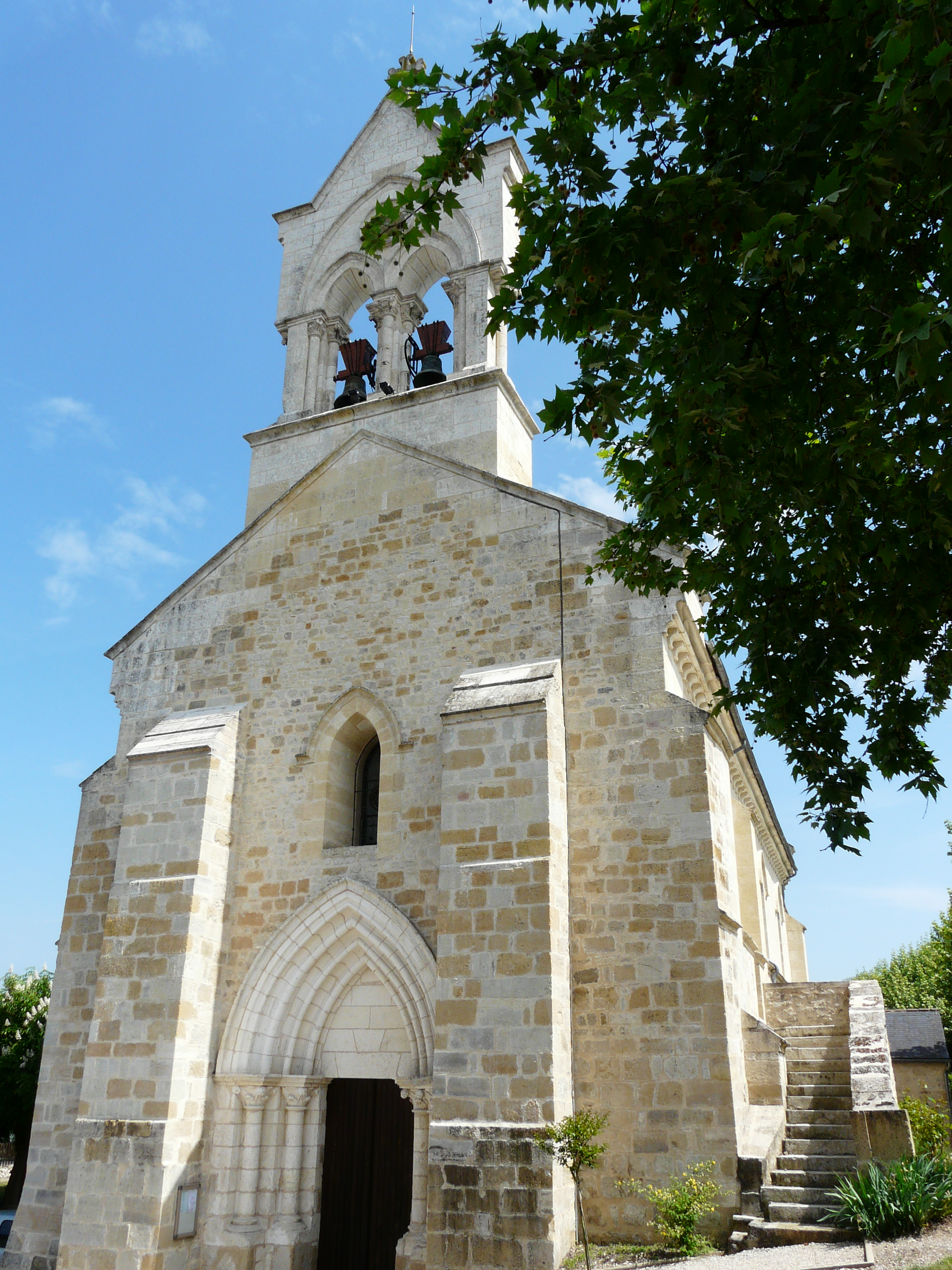
Церковь Св. Мартина
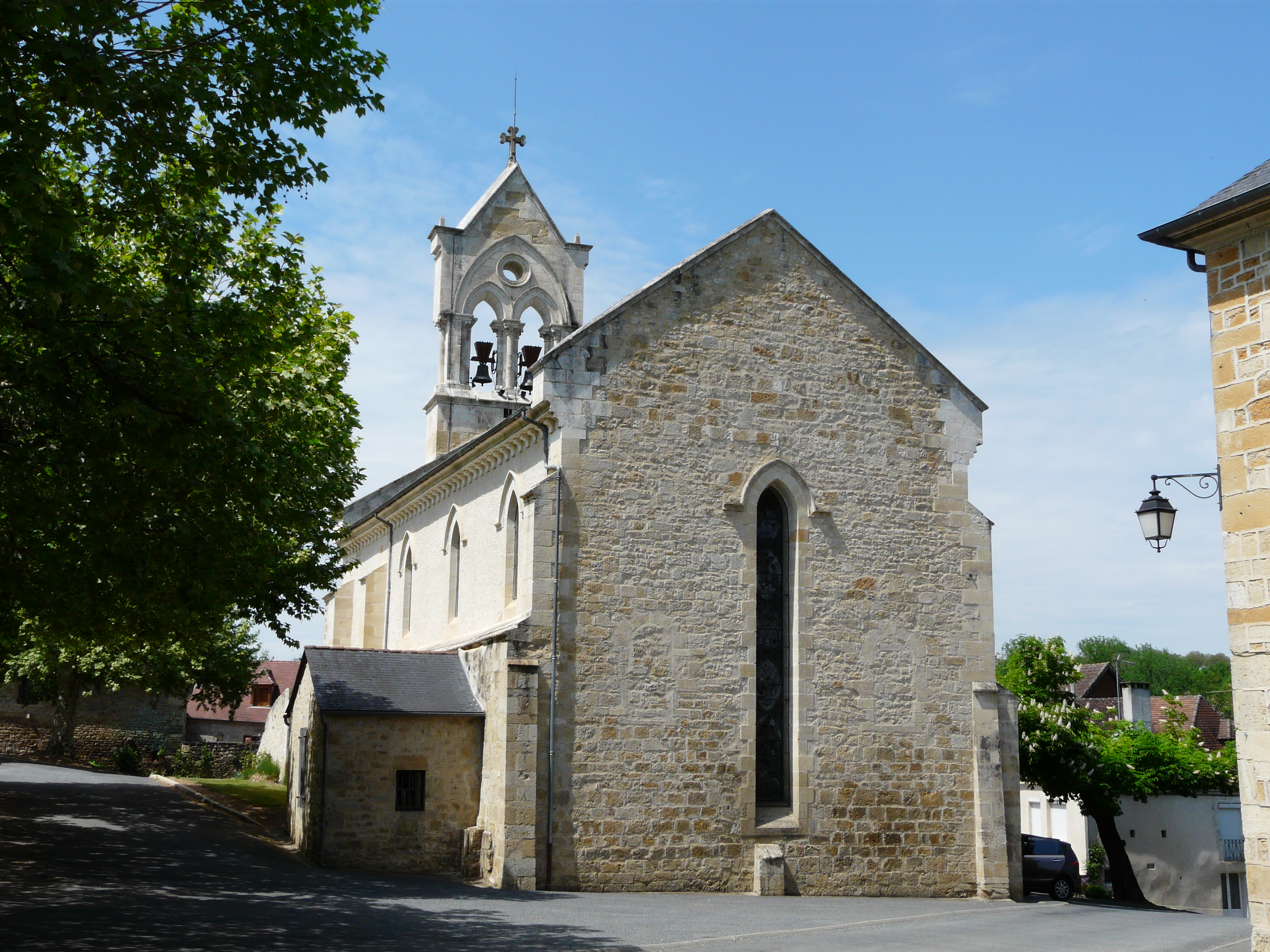
Церковь Св. Мартина
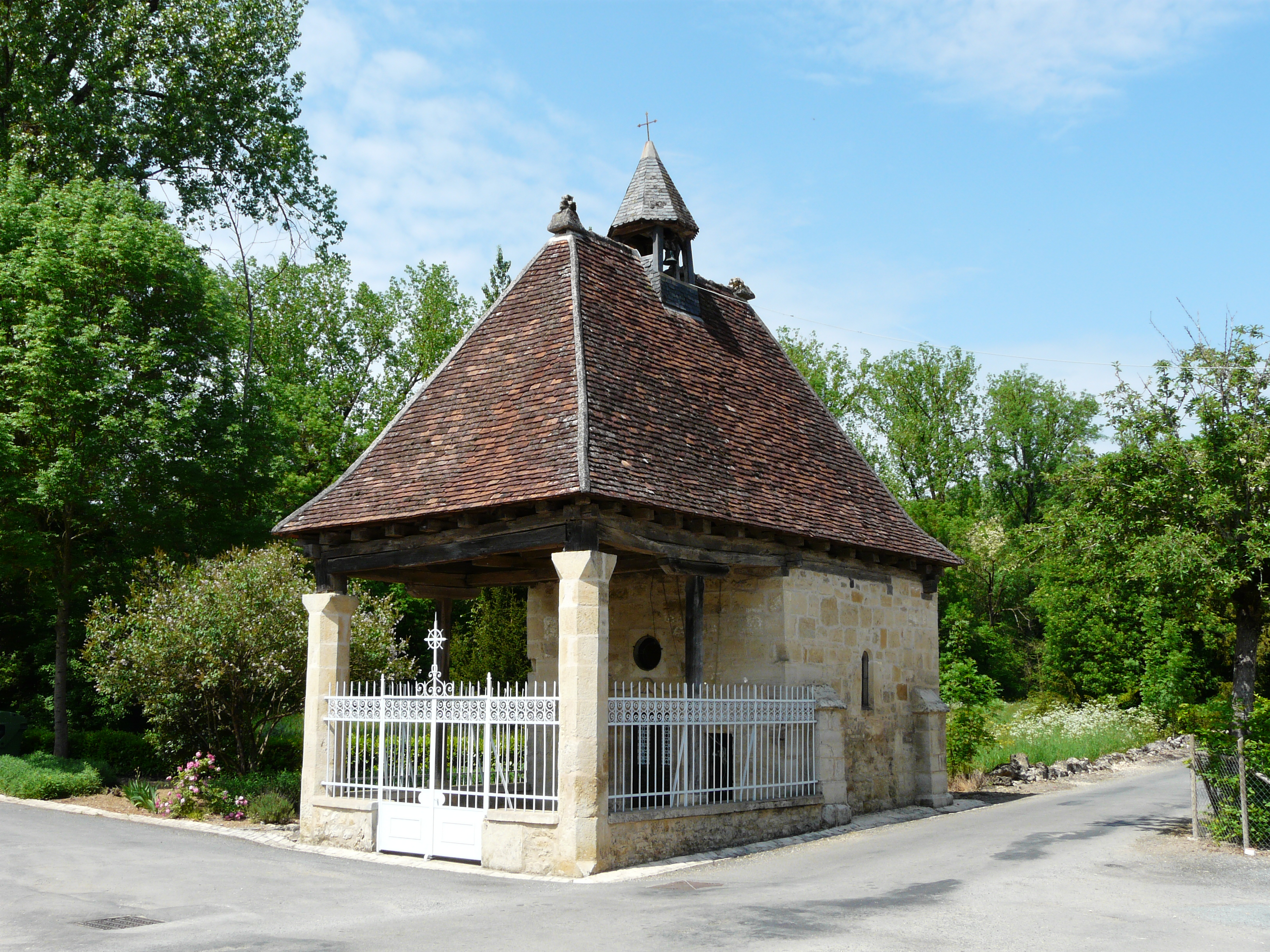
Часовня Богоматери Доброй Надежды
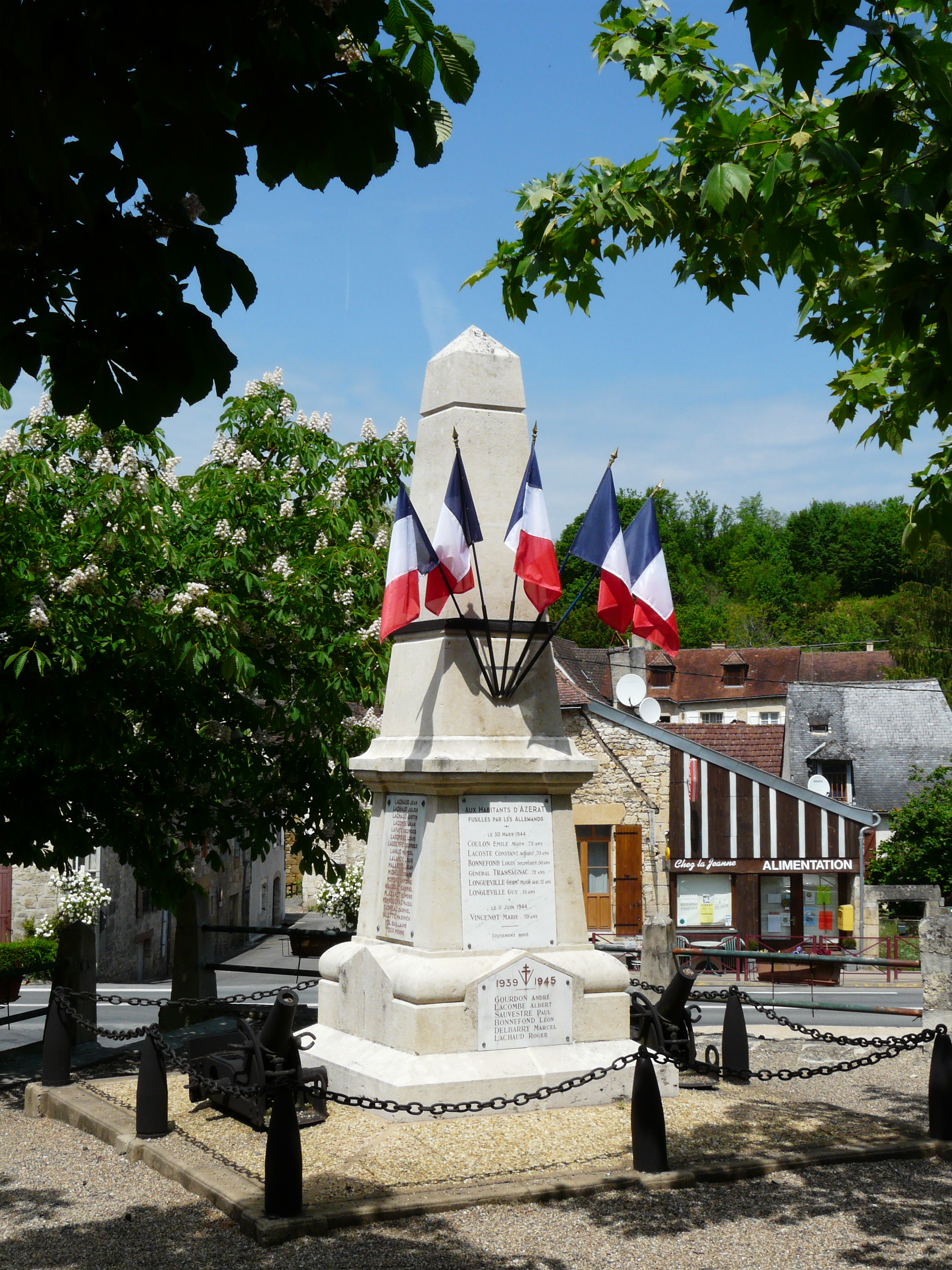
Военный мемориал
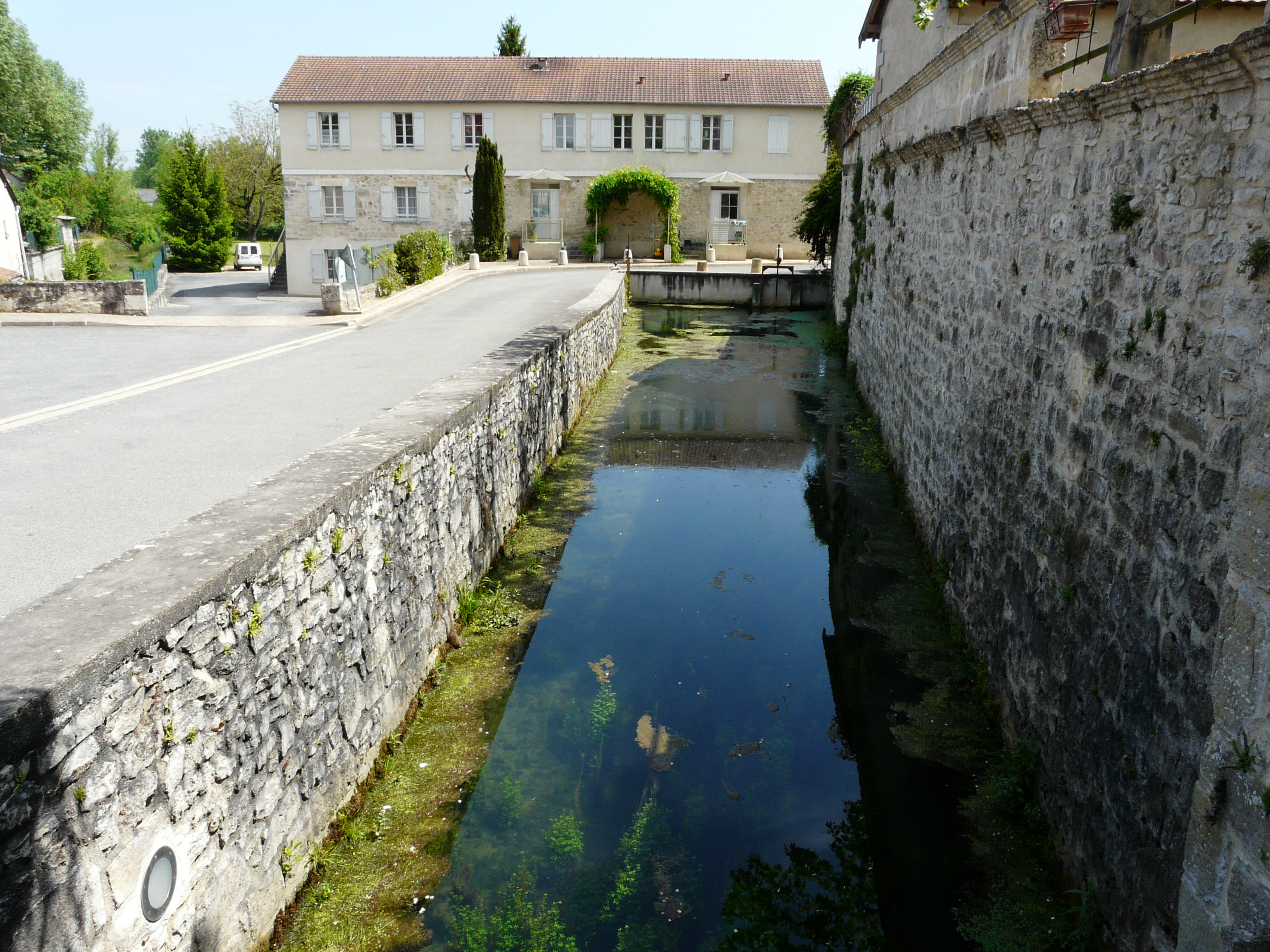
Река Серн